# Receptor 5-HT1D
Receptor 5-HT1D, receptor serotoninowy 1D – białko transbłonowe kodowane u człowieka genem HTR1D w locus 1p36.3-p34.3, należące do rodziny receptorów serotoninowych.

## Funkcja
Gen HTR1D koduje wielokrotnie przechodzące przez błonę komórkową białko transbłonowe pełniące funkcję receptora dla serotoniny (5-hydroksytryptaminy) sprzężonego z białkiem G, którego pobudzenie obniża komórkowy poziom cAMP dzięki białkom Gi i Go.

## Agonisty
- 5-(nonyloksy)tryptamina[4]
- 5-karboksamidotryptamina (5-CT)
- 5-(t-butylo)-N-metylotryptamina
- alniditan[5]
- asenapina[6]
- CP-135,807
- CP-286,601
- PNU-109,291
- PNU-142,633
- GR-46611
- klozapina[6]
- L-694,247
- L-772,405
- olanzapina[6]
- sumatryptan
- zyprazydon[6]

## Odwrotne agonisty
- metiotepina[2]

## Antagonisty
- bufotenina[5]
- fluspirylen[6]
- haloperidol[6]
- johimbina
- metergolina
- ergotamina
- BRL-15572
- GR-127,935
- LY-310,762
- LY-367,642
- LY-456,219
- LY-456,220
- sertindol[6]
- spiperon
- wortioksetyna
- zotepina[6]